# 瓜尔乔斯
瓜尔乔斯，是西班牙安达卢西亚自治区格拉纳达省的一个市镇。总面积31平方公里，总人口2759人（2001年），人口密度89人/平方公里。